# François Leterrier
Pour les articles homonymes, voir Leterrier.
François Leterrier est un réalisateur, scénariste et un acteur français né le 26 mai 1929 à Margny-lès-Compiègne (Oise) et mort le 3 décembre 2020 dans le 13e arrondissement de Paris.

## Biographie

### Jeunesse et formation
François Leterrier est né à Margny-lès-Compiègne. Il suit des études de philosophie[Où ?][Quand ?]. Il accomplit son service militaire au Maroc[Où ?][Quand ?].

### Carrière
À la fin des années 1950, François Leterrier est appelé par Robert Bresson pour interpréter le rôle du lieutenant André Devigny dans Un condamné à mort s'est échappé. Il devient l'assistant de plusieurs réalisateurs, dont Louis Malle, Étienne Périer ou encore Yves Allégret.
En 1960, il tourne son premier film Les Mauvais Coups, d'après le roman de Roger Vailland.
Bien qu'il obtienne à deux reprises le Grand Prix du cinéma français, ses films sont souvent des échecs commerciaux.

### Vie privée
François Leterrier se marie[Où ?][Quand ?] à la costumière et chef décoratrice Catherine Leterrier. Ensemble, ils ont trois enfants, Louis Leterrier (né en juin 1973), Charlotte Leterrier et Sarah Leterrier.

#### Mort

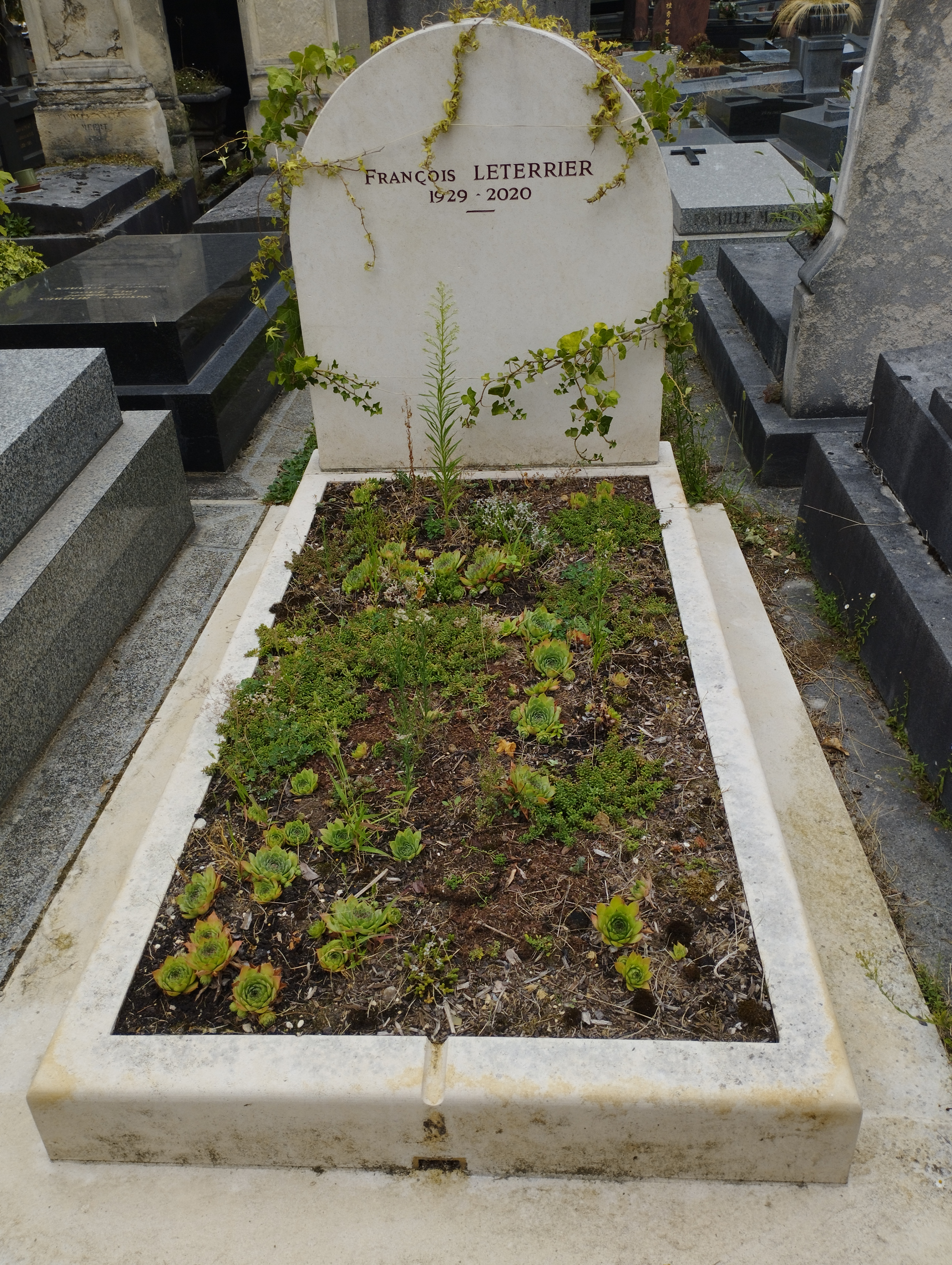
Tombe de François Leterrier au cimetière du Montparnasse (division 10).

Il meurt le 3 décembre 2020 dans le 13e arrondissement de Paris à l'âge de 91 ans, et est inhumé au cimetière du Montparnasse (division 10) dans la même ville.

## Filmographie

### En tant que réalisateur

#### Longs métrages
- 1961 : Les Mauvais Coups, avec Simone Signoret
- 1963 : Un roi sans divertissement, avec Claude Giraud, Charles Vanel, Colette Renard
- 1969 : La Chasse royale, avec Sami Frey, Claude Brasseur
- 1973 : Projection privée, avec Françoise Fabian, Jane Birkin
- 1977 : Good-bye, Emmanuelle, avec Sylvia Kristel
- 1978 : Va voir maman, papa travaille, avec Marlène Jobert, Philippe Léotard
- 1980 : Je vais craquer, avec Christian Clavier
- 1981 : Les Babas-cool, avec Christian Clavier
- 1984 : Le Garde du corps, avec Gérard Jugnot, Jane Birkin, Sami Frey
- 1985 : Tranches de vie, d'après la bande dessinée de Gérard Lauzier
- 1991 : Le Fils du Mékong, avec Jacques Villeret

#### Téléfilms
- 1965 : La Guêpe
- 1976 : Milady
- 1979 : Pierrot mon ami
- 1981 : Le Voleur d'enfants
- 1986 : Le Cœur du voyage

#### Séries télévisées
- 1987 : L'Île (3 épisodes)
- 1989-1990 : Imogène (3 épisodes)
- 1993 : Clovis (2 épisodes)

### En tant que scénariste

#### Longs métrages
- 1961 : Les Mauvais Coups
- 1969 : La Chasse royale
- 1973 : Projection privée
- 1977 : Good-bye, Emmanuelle
- 1978 : Va voir maman, papa travaille
- 1980 : Je vais craquer
- 1981 : Les Babas-cool
- 1984 : Le Garde du corps
- 1991 : Le Fils du Mékong

#### Téléfilm
- 1965 : La Guêpe

#### Série télévisée
- 1993 : Clovis (saison 1, épisode 1 : Les Disparus de Reillanne).

### En tant qu'assistant réalisateur
- 1958 : Chronique provinciale de Jean-Paul Rappeneau (court-métrage)
- 1958 : Ascenseur pour l'échafaud de Louis Malle
- 1958 : Les Amants de Louis Malle
- 1959 : Bobosse d'Étienne Périer
- 1959 : Les Affreux de Marc Allégret
- 1960 : Chien de pique d'Yves Allégret

### En tant qu'acteur
- 1956 : Un condamné à mort s'est échappé de Robert Bresson : le lieutenant Fontaine
- 1974 : Stavisky d'Alain Resnais : André Malraux

## Publication
- Rue Charlot, Éd. du Seuil jeunesse, 2003, 121 p.  (ISBN 978-2-0205-9326-7).

### Documentation
- « Un entretien avec François Leterrier : "Je n'ai pas voulu faire des Mauvais Coups, un film de moraliste…" », Le Monde,‎ 26 mai 1961 (lire en ligne).